# Un prêtre marié

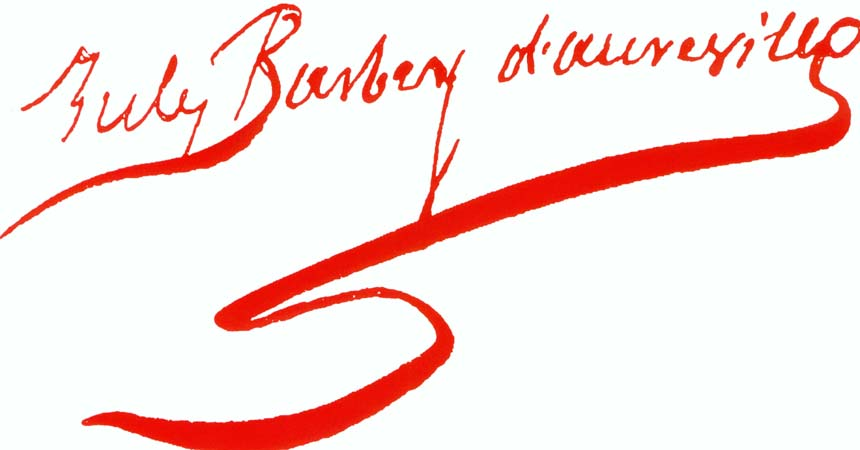
Signature autographe de l'auteur

Un prêtre marié est un roman de l’écrivain français Jules Barbey d’Aurevilly, paru en 1865.
Le roman est construit conformément au schéma traditionnel du récit aurévillien. Il s'agit en effet d'un récit enchâssé où le narrateur initial cède la parole à un personnage secondaire qui devient à son tour narrateur.

## Résumé
Jean Sombreval, ancien prêtre devenu athée et même marié dans le Paris révolutionnaire, va devoir subir la vengeance de Dieu.
Sombreval, après la mort de sa femme, conçoit une dévotion toute particulière pour sa fille unique, Calixte. Or Calixte est passionnément chrétienne, à tel point qu’elle est entrée dans l’Ordre du Carmel, se jurant de ramener son père à la foi.
L’intrigue se déroule dans le village originaire de Sombreval, où s’affrontent l’ensemble des forces issues de la Révolution : catholicisme contre athéisme, aristocrates contre parvenus, passé contre présent. Le roman est nourri de récits populaires empruntés aux vieilles légendes normandes auxquelles se mêle une culture religieuse et biblique plus ou moins explicite. Le personnage inquiétant de la Malgaigne, vieille nourrice de Sombreval, incarne ainsi la survivance d'une France archaïque et superstitieuse opposée au rationalisme athée du prêtre apostat.
En butte aux médisances des villageois unanimement hostiles à son retour, Sombreval s'isole avec Calixte dans un château pour la couvrir d'une attention teintée d'idolâtrie. Il la chérit d'un amour pur et religieux dont la rumeur s'empare bien vite pour l'accuser d'inceste.
Les expériences étranges auxquelles Sombreval se livre chaque soir, dans son château, ne sont pas sans rappeler la diabolique image de Faust. Ayant renié sa foi pour s'adonner aux sciences, notamment l'alchimie et la médecine, il espère découvrir un remède qui soignera Calixte atteinte d'une maladie qu'aucun savant ne parvient à guérir.
Néel de Néhou, un jeune aristocrate aux allures chevaleresques conformes à l'idéal nostalgique de l'auteur, cherche obstinément à gagner les faveurs de Calixte, au risque de tout perdre. Mais sa vénération ne trouve qu'une réponse d'amie ou de sœur auprès de la jeune Carmélite exclusivement tournée vers Dieu. Malgré les noirs avertissements de la Malgaigne, il se jette corps et âmes dans une passion impossible et tragique qui nouera son destin avec celui du couple antagoniste formé par le père et la fille.

## Thème
Le roman joue sur des oppositions sociales, religieuses et morales qu'on ne saurait pourtant résumer à l'affrontement de l'ange et de la bête.